# アフリカタヌキマメ

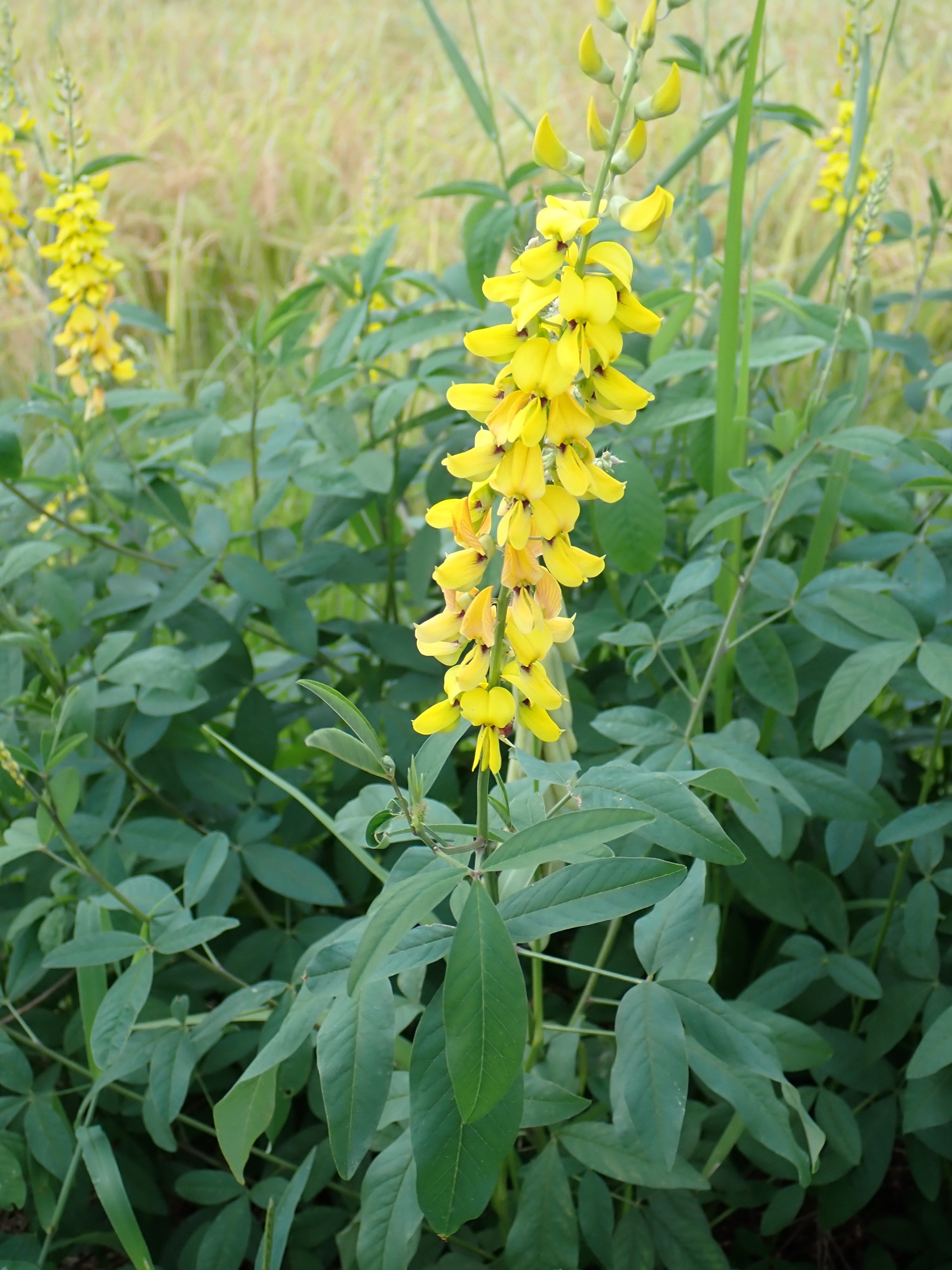
総状花序（2024年6月 沖縄県石垣市）

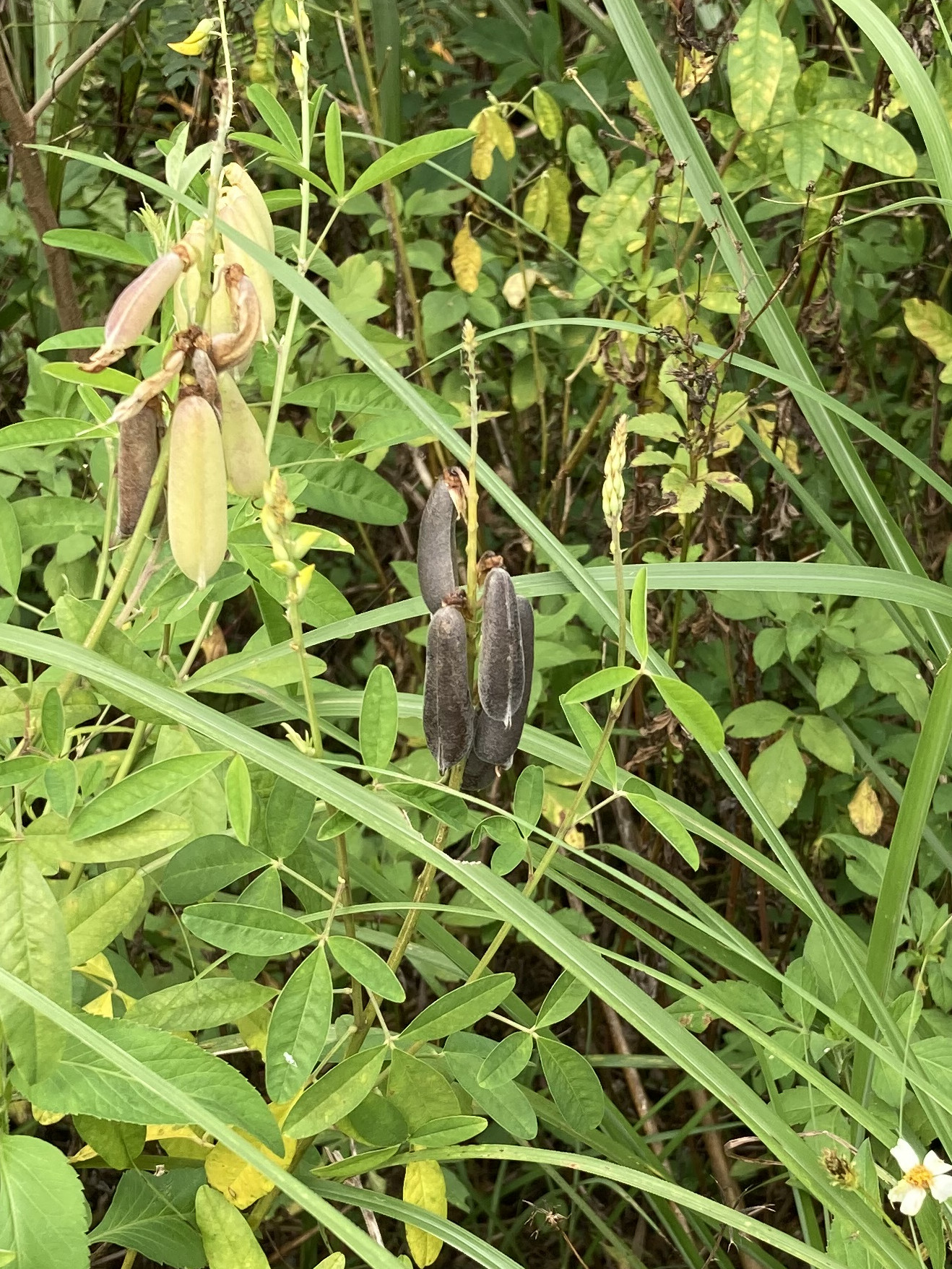
黒く成熟した豆果（2023年11月 沖縄県石垣市）

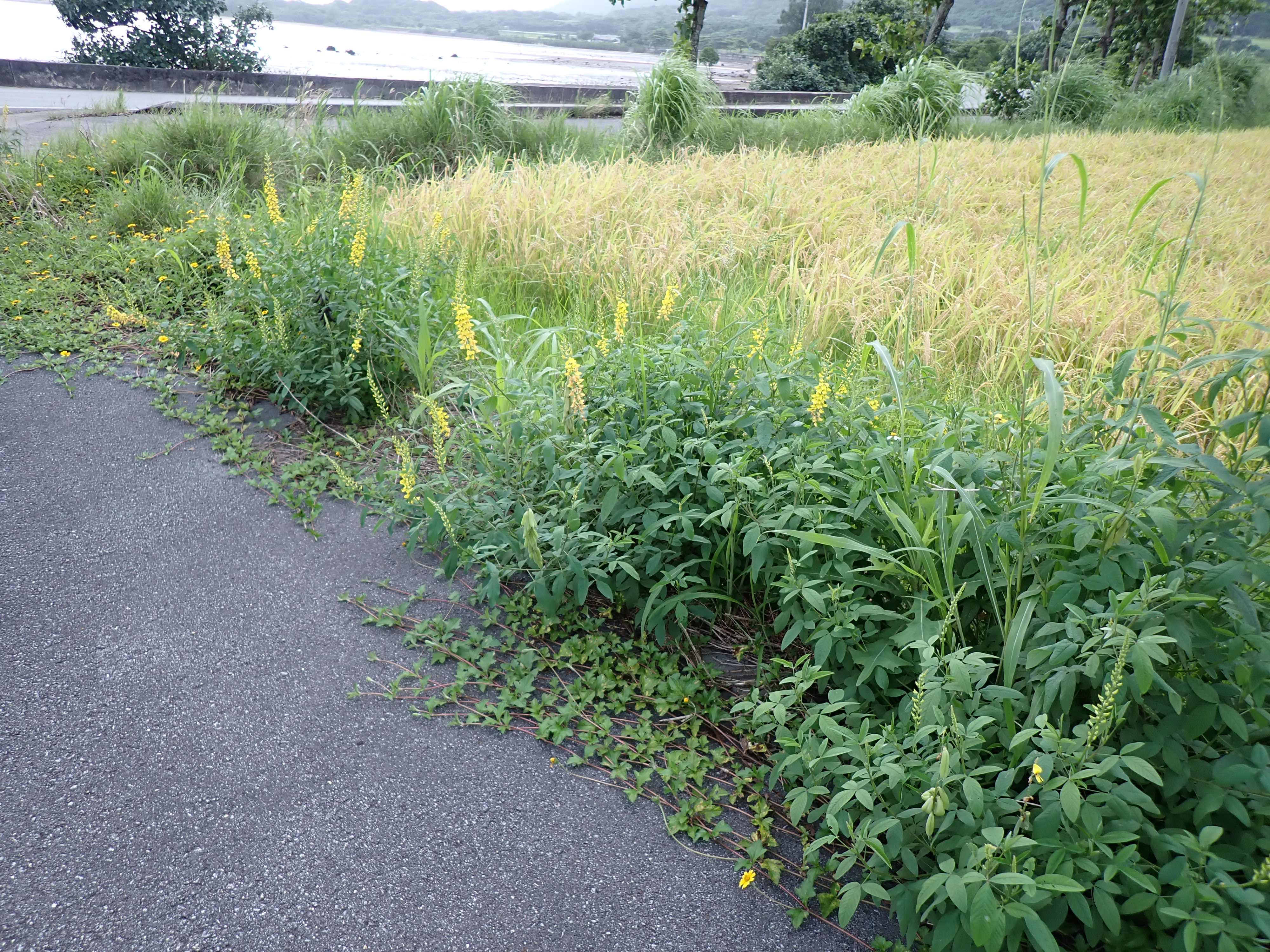
畦畔に逸出するアフリカタヌキマメ
（2024年6月 沖縄県石垣市）

アフリカタヌキマメ（学名：Crotalaria trichotoma）はマメ科の木本状多年生草本。帰化植物。

## 特徴
高さ0.7–2.5 m。茎は直立し、上方で分枝する。葉は3出複葉が互生する。小葉は全縁で細長く長楕円状披針形、頂小葉長6–12 cmで側小葉の約2倍ほどの長さ。葉柄は3–4 cmで頂小葉より短い。総状花序は茎の先につき、長さ30 cmに達し、多数の花をつける。花は長さ1 cmほど、各花弁は黄色で、紅紫色の筋が入る。花期は夏あるいは周年開花とされる。豆果は円筒形で長さ3–5 cm、黒茶色に熟する。種子は2 mmほどで豆果内に多数実り、熟した豆果を振るとカラカラと音がする。タヌキマメの仲間では沖縄で最も普通に見られる種とされる。よく似た中南米原産のアメリカタヌキマメ（学名：C. micans、シノニム：C. anagyroides）は花に筋が無い点で識別可能。

## 分布と生育環境、利用
アフリカ原産で、緑肥用に栽培され、世界各地の熱帯～亜熱帯に広く帰化。沖縄では畑地周辺にまれに逸出帰化。奄美大島でも記録がある。